# Орботек
Орботек (NASDAQ: KLAC) — дочерняя компания KLA Архивная копия от 13 июня 2021 на Wayback Machine, занимающаяся продажей автоматизированных систем оптического контроля качества.

## История
Компания образовалась в результате слияния Орбот и Оптротек.
Орботек разрабатывает и производит автоматизированные системы оптического контроля качества для применения в производстве печатных плат (PCB), плоских панелей-дисплеев (FPD) и сенсоров для кардиологического оборудования.
Штаб-квартира и главное конструкторское бюро находятся в Явне, Израиль. У компании есть несколько зарубежных отделений в Бостоне (США), Лос-Анджелесе (США), Сингапуре, Гонконге, Тайбэе (Тайвань), Шэньчжэне (КНР) и Шанхае (КНР).
С 2019 года является дочерней компанией KLA.